# Ghiacciaio Bertram
Il ghiacciaio Bertram (in inglese Bertram Glacier) è un ghiacciaio lungo 25,5 km e largo 30,5, situato sulla costa di Rymill, nella parte occidentale della Terra di Palmer, in Antartide. Il ghiacciaio, il cui punto più alto si trova a circa 500 m s.l.m., fluisce verso sud-ovest partendo dal versante occidentale delle cime Canis e scorrendo tra i picchi Perseus e i nunatak Auriga, a sud, e i picchi Procyon e il monte Lepus, a nord, fino ad andare ad alimentare la piattaforma glaciale Giorgio VI, che ricopre l'omonimo canale, tra punta Wade e punta Gurney.

## Storia
Il ghiacciaio Bertram fu scoperto nel 1936 da A. Stephenson, W. L. S. Fleming e Colin Bertram, membri della spedizione britannica nella Terra di Graham, 1934-37, al comando di John Rymill, e così battezzato nel 1954 dal Comitato britannico per i toponimi antartici proprio in onore di Colin Bertram, biologo e ricognitore della suddetta spedizione che 1949 divenne direttore dello Scott Polar Research Institute di Cambridge.